# 1999 (album de Prince)
Pour les articles homonymes, voir 1999 (homonymie).
Albums de Prince
Controversy
(1981) Purple Rain
(1984)
1999 est le cinquième album de Prince. Il sort fin 1982 sous la forme d'un double LP. Toutefois une version simple LP (avec cinq titres de moins) fut initialement proposée en Europe.
Publié quelques semaines avant le Thriller de Michael Jackson, ce double album de Prince lui offre l’opportunité de séduire un plus large public, 1999 se vendra à plus de trois millions d'exemplaires aux États-Unis.
Souvent cité comme "l'album charnière" du chanteur, 1999  est considéré comme l'un des disques les mieux élaborés et aboutis de l'artiste.
Il poursuit le travail de synthétisation des genres adopté dans les précédents albums, en donnant une bonne part à l'expérimentation et aux sonorités électro-funk.
Tout comme le précédent Controversy, 1999 est peut-être l'album le plus représentant du Minneapolis sound (signature de l'artiste). Prince est ici l'artisan quasi-unique, malgré quelques participations des membres de son groupe (dont le nom, "The Revolution" est discrètement ajouté sur la pochette).
Le single 1999 fut le premier titre d'un artiste noir à passer en rotation élevée sur la toute nouvelle chaîne musicale MTV. Le succès de l'album est surtout dû au single Little Red Corvette, qui sera le premier titre de Prince à entrer dans le Top 10.
1999 est 163e dans la liste des 500 meilleurs albums de Rolling Stone, et il a été introduit au Grammy Hall of Fame Award en 2008.

## Enregistrement
Le disque voit le jour lorsque Prince fait l'acquisition d'un tout nouveau studio 24 pistes dans sa maison, dans sa ville natale de Minneapolis, au début de l'année 1982. L'artiste laisse alors exploser sa créativité, ce qui le conduira alors à privilégier le format double album pour présenter sa nouvelle production.
Les sessions d'enregistrements se déroulent de janvier à août 1982, principalement dans ce home studio de Minneapolis et dans le studio 3 du complexe Sunset Sound, à Hollywood.
Cette période se révèle être une des plus prolifiques pour Prince, qui en plus de composer son album, finissait son Controversy Tour et s'occupait des productions de ses associés : What Time Is It de The Time, et Vanity 6, album éponyme d'un trio constitué de chanteuses légèrement vêtues.

Tout comme pour ses 4 précédents albums, durant l'enregistrement de l'album, Prince reste son propre arrangeur, ingénieur du son et producteur, mais on notera tout de même les participations de Peggy McCreary et Don Batts en assistants ingénieurs, ainsi que de Bernie Grundman pour le mastering.

## Liste des titres
Vinyle X2 – Warner Bros. Records (1-23720,  États-Unis)
| A1. | 1999                        | 6:22 |
| A2. | Little Red Corvette         | 4:58 |
| A3. | Delirious                   | 3:56 |
| B1. | Let's Pretend We're Married | 7:20 |
| B2. | D.M.S.R.                    | 8:05 |

| C1. | Automatic                                 | 9:24 |
| C2. | Something in the Water (Does Not Compute) | 4:00 |
| C3. | Free                                      | 5:00 |
| D1. | Lady Cab Driver                           | 8:25 |
| D2. | All The Critics Love U In New York        | 5:55 |
| D3. | International Lover                       | 6:35 |

## Personnel
- Prince : chant, tous les instruments excepté là où spécifié :
- Dez Dickerson : chant sur (1), solo guitare et chœurs sur (2)
- Lisa Coleman : chant sur (1), chœurs sur (2, 3, 5, 6, 8)
- Jill Jones : chant sur (1), chœurs sur (8, 8, 9)
- Vanity : chœurs sur (8)
- Wendy Melvoin : chœurs sur (8)

Bien que la performance ne soit pas créditée pour les enregistrements en studio, les membres du groupe Doctor Fink (claviers), Bobby Z. (batterie) et Brown Mark (basse) apparaissent dans les vidéoclips.

## Caractéristiques artistiques

### Structure et genres abordés
Le vinyle original sortit en 1982 comprenait sur la Face-A du disque 1 les morceaux : 1999, Little Red Corvette et Delirious. La Face-B comprend les morceaux Let's Prettend We're Married et D.M.S.R.. La Face A du disque 2 était constituée de Automatic, Something in the Water (Does Not Compute) et Free. Enfin, la dernière face comprend les morceaux Lady Cab Driver, All the Critics Love U in New York et International Lover. Ce premier double album contient 6 morceaux sur 11 supérieurs à 6 minutes, pour une durée totale de 70'35.
Dans la lignée de Controversy, sorti un an plus tôt, 1999 développe et porte à son summum le Minneapolis Sound, genre musical créé par Prince. Celui-ci se caractérise par un usage prééminent des boîtes à rythmes, des synthétiseurs utilisés à la place des cuivres et des effets sonores (voix, instruments).
L'artiste utilise un objet nouveau pour l'époque, la Linn Drum LM-1, dont on retrouvait tout de même quelques prémices sur Controversy. Cette boîte à rythme contient des samples de batterie numérisé à une faible définition, au son caractéristique, moyennement ressemblant à une batterie, mais très énergique, et propose des possibilités complexes pour programmer sa propre rythmique. Désireux de proposer une signature rythmique soignée à chaque titre, Prince va pousser au maximum les capacités de la machine en couplant les différents sons à des effets de pédale de guitare, comme la réverbération ou la distorsion, afin d'obtenir ce fameux son de caisse claire qui lui est propre. Les sons de synthétiseurs utilisés proviennent quant à eux principalement de l'Oberheim OB-Xa.
Le cinquième album démontre une nouvelle fois les talents de Prince en tant que multi-instrumentiste, jouant une fois de plus ici tous les instruments de l'album, en plus des voix, des chœurs, des samples et de la programmation rythmique. En parallèle à cela, Prince fait tout de même participer les membres de son groupe The Revolution pour quelques chœurs et claquements de mains, mais plus particulièrement son guitariste Dez Dickerson pour le fameux solo de Little Red Corvette. Les thèmes traités sont dans la veine des précédents disques de Prince, c'est-à-dire le sexe, la fête, les femmes, la politique et Dieu.

### Pochette
La pochette du double album est supposée avoir été dessinée par l'artiste lui-même, mais cette rumeur n'a jamais été confirmée.

Sur fond violet à pois blancs, figurent les mots "Prince", "1999" dans une police d'écriture fantaisiste, assez futuriste, ce qui est d'ailleurs le thème du morceau titre.
On retrouve à l'intérieur des lettres plusieurs éléments dessinés, chers à Prince, parfois implicites, tels que les immeubles de Minneapolis (sa ville natale) les symboles de l'homme et de la femme et de "Peace and love", une guitare, un escalier montant vers les cieux, une croix religieuse, le badge Rude Boy (déjà visible sur Controversy) et les clous intégrés à sa longue veste violette. Le "1" de 1999 représente un sexe masculin, et les yeux de Prince, tirés de la photo de pochette de son précédent album, sont visibles sur les "9".
Enfin, fait le plus notable, le "I" de Prince contient les mots "and the Revolution" écrits à l'envers, afin de confirmer au public la naissance du nouveau groupe de l'artiste. The Revolution constitué à l'époque de : Bobby Z. (batterie), Lisa Coleman (claviers, chœurs), Matt Fink (claviers), Dez Dickerson (guitares) et Brown Mark (à la basse, en lieu et place d'André Cymone). Jill Jones y assure aussi les chœurs.

### Compositions
Les 11 morceaux de l'album sont intégralement écrits, composés, et produits par Prince.
- 1999 : Ce morceau d'ouverture est paradoxalement le dernier titre enregistré pour l'album. Son enregistrement eut lieu le 7 août 1982 à Minneapolis. En effet, Prince avait finalisé son double album qui ne comprenait pas ce morceau et possédait donc 10 titres. Warner, la maison de disques de l'artiste, juge l'œuvre de qualité mais souffrant de l'absence d'un titre porteur, d'un hit. 
 Prince, vexé, compose alors ce titre qui donne la couleur à l'album, et illustre de la même façon la pochette. 
 Le morceau dure 6:16 et débute par la voix de Prince passée au ralentie. Viennent ensuite la rythmique de la Linn Drum et les célèbres notes de synthes. On notera la prestation vocale tour à tour des femmes du groupe, puis des hommes, avant que la star ne chante.

Les paroles parlent de la fin du monde en l'an 2000, Prince proposant de faire la fête et de profiter de la vie comme si l'on était en 1999.
- Little Red Corvette : Deuxième titre, second gros succès de l'album. Le single obtient des chiffres de ventes importants, appuyé par le clip qui passe en rotation élevée sur MTV. Dans ce morceau, l'artiste compare la femme à une Corvette rouge, en expliquant qu'elle est aussi performante qu'une voiture de course lors de ses ébats. Le titre rock midtempo est surtout marqué par son remarquable solo, performance de Dez Dickerson, qui est en fait un mix de trois parties de guitares différentes. C'est un des derniers titres enregistrés.
- Delirious : c'est le titre le plus court du double album (4:01), enregistré au Sunset Sound le 9 mai 1982. Delirious est un morceau au tempo rapide, basé sur une rythmique solide et entraînante. Il s'inscrit dans une veine rockabilly, avec une ligne de basse dérivée du blues et des vocaux assez rock, s'inspirant de Little Richard. Malgré son gimmick de synthé très accrocheur, ce titre ne fut pas particulièrement un gros succès, bien qu'il soit tout de même sorti en single. Cependant, c'est encore l'un de ces "tubes" que Prince joue lors de ses nombreuses tournées suivantes. En acoustique ou à un autre rythme. Le thème de la chanson tourne, encore une fois, des femmes, Prince décrivant ce qu'il ressent et la façon dont il perd le contrôle lorsqu'il sort avec une fille.
- Let's Pretend We're Married : Souvent cité comme l'un des coups de cœur de l'album pour les fans, ce titre est remarquablement bien écrit et composé. Souvent lassées des trois premiers titres trop entendus, certains fans considèrent ce morceau par le "début des choses sérieuses". Caractérisé par un rythme binaire agrémenté de plusieurs effets ainsi que d'une ligne de basse synthétique et monotone mise en avant, la composition brille surtout pour son refrain accrocheur et sautillant, ainsi que pour les performances vocales de l'artiste. Les chœurs et les synthés sont également utilisés en quantité. Très électro, ce titre a bénéficié d'un clip, mais celui-ci passa relativement inaperçu. Prince raconte ici qu'il désire oublier son dernier échec amoureux et désire retrouver une femme rapidement, allant même jusqu'à lui promettre le mariage. Une petite référence à Dieu est faite à la fin de la chanson ("I'm in love with god, he's the only way'). Tina Turner fit une reprise très rock de ce titre en 1994. Le morceau est enregistré le 30 mars 1982 au Sunset Sound.
- D.M.S.R : Littéralement "Dance, Music, Sex, Romance", ce morceau fait l'apologie des principaux intérêts de Prince, sur une base de funk mid tempo. La structure rythmique est mise en avant, avec des ajouts de guitare rythmique, de synthé et de chœurs (surtout de Wendy et Lisa), ainsi qu'une ligne de basse très étirée, utilisant la technique du slap. Le tout forme un ensemble très chargé et dansant. Prince y reconnaît vers la fin de la chanson qu'il est en relation directe avec The Time et Vanity 6, derrière son pseudonyme Jamie Starr. Souvent joué pendant les années 1980, le titre fut oublié pendant les 90s avant de revenir au gout du jour dans une version agrémentée de jazz, dans les années 2000. À noter que ce titre fut enlevé sur les toutes premières versions CD. Il fut enregistré le 20 avril 1982.
- Free : pour la première fois, Wendy Melvoin y apparaît comme choriste dans ce titre, aux côtés de Vanity et de sa complice de toujours, Lisa. Wendy intégrera The Revolution, en remplacement de Dez Dickerson, lors de l'enregistrement du projet suivant.
- Lady Cab Driver : les gémissements de la "Dame Chauffeur de taxi" sont assurés par J.J. (Jill Jones). C'est certainement l'un des titres les plus entraînants de l'album.

## Anecdote
La vidéo d'Automatic, ce titre de 9 minutes 24 est la toute première vidéo de Prince, diffusée en France, dans le cadre de l'émission Sex Machine, animée par Philippe Manœuvre et Jean-Pierre Dionnet, en mai 1983. Vidéo où l'on y voit Prince se faire attacher par Jill et Lisa. Les vidéos de 1999 et de Little Red Corvette y seront diffusées, à leur tour, dans les numéros suivants.

## Charts
| Pays             | Chart                            | Meilleure position | Réf   |
| ---------------- | -------------------------------- | ------------------ | ----- |
| États-Unis       | Billboard Top R&B/Hip-Hop Albums | 4                  | [ 6 ] |
| États-Unis       | Billboard 200                    | 9                  | [ 6 ] |
| Royaume-Uni      | UK Albums Chart                  | 30                 | [ 7 ] |
| Pays-Bas         | MegaCharts                       | 45                 | [ 8 ] |
| Nouvelle-Zélande | Rianz                            | 6                  | [ 9 ] |